# Caffrowithius calvus
Caffrowithius calvus es una especie de arácnido  del orden Pseudoscorpionida de la familia Chernetidae.

## Distribución geográfica
Se encuentra en el centro de África.